# Huonia epinephela
Huonia epinephela is een libellensoort uit de familie van de korenbouten (Libellulidae), onderorde echte libellen (Anisoptera).
De wetenschappelijke naam Huonia epinephela is voor het eerst geldig gepubliceerd in 1903 door Förster.